# 美國坦克
這篇主要是講述關於軍用裝甲車輛對於美國的歷史與發展，盡可能的羅列出第一次世界大戰開始，第二次世界大戰、冷戰直到現代，在當時的坦克以及裝甲車的歷史以及創新與強化。

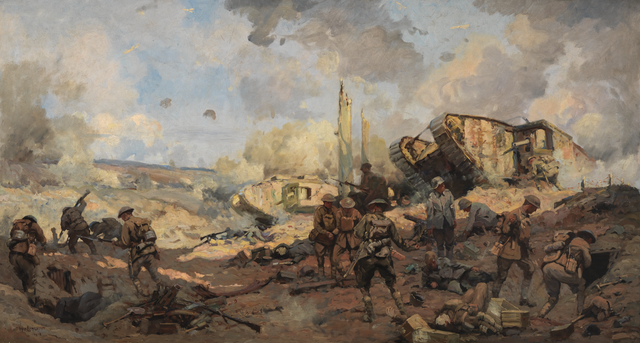
"突破兴登堡防线"-威廉·朗斯塔夫

## 第一次世界大戰
1917年四月，美國以協約國的身分加入了第一次世界大戰，然而他們並沒有自主的戰車作戰單位。隨後的一個月內，一份關於英國和法國的坦克理論和行動報告曝光後。美國遠征軍司令總司令約翰潘興將軍認為，輕型和重型坦克對這場戰爭至關重要並應該盡快獲得。後來英美聯合計劃開發一輛新型重型坦克(Mark_VIII_tank)。不過，預計要到1918年四月才能提供相對應數量的坦克。盟軍坦克委員會決定，因為法國工業戰時要求，最快能提供美軍足夠裝甲能力的方法是在美國本土製造雷諾FT輕型坦克。此外英國也會提供一些重型坦克。
德懷特·艾森豪上尉〔在二次大戰中聲名大噪的德懷特艾森豪總司令〕於1918年二月前往馬里蘭州米德堡營，與第65工程師團一起被改組，建立當時軍團中的第一個重型坦克營並提供了組織的基礎。三月中旬，第一重裝甲部隊〔再當時已經為人所知〕被命令準備移動前往海外作戰，艾森豪將軍與先遣部隊一同前往紐約與當地港口一同制定人員登船和裝備運輸的細節，並於三月26日晚間出航，然而艾森豪將軍並沒有同行參與。他做為一名執行者表現得非常出色，在他返回米德堡營後，他被告知他將留在美國，再那裡運用良好的後勤能力來建立起裝甲部隊。再賓夕法尼亞州葛底斯堡建立起柯爾特營做為主要的裝甲兵訓練中心，艾森豪威爾將軍成為新坦克部隊的第三號領導者，升任國民軍臨時中校，並在“柯爾特營”訓練坦克隊，“皮克特衝鋒”成為他在葛底斯堡的第一個命令。
M1917成為了美國當時第一款量產的坦克，它是一台像法國雷諾FT的複製品。再1918年至1919年間美國陸軍訂購了大約4，440台M1917，並在合約取消前接收了約950台；當時原先確定了1，200台的要求，後來增加到了4，440台，同時並將一些雷諾坦克的樣品、計畫以及各個部件送到美國進行研究。該設計將由軍械部門以“六噸特種拖拉機”的稱呼進行，並訂購與私人製造商合作的車輛。然而，該項目受到的問題和困擾不曾間斷過：英國的規格是公制的，與美國的英制是不兼容的、軍事部門，供應商與製造商之間沒有充分協調、官僚慣性，軍事部門缺乏合作以及可能的既得利益推遲了整體進展。
法國陸軍預計到1918年4月前獲得首批300台M1917，但到了6月份仍尚未開始生產，迫使美國從法國購買144台雷諾FT。M1917的生產直到秋季才開始，第一批完工的車輛在10月時才出現。期中兩台在敵對行動結束九天後於11月20日抵達法國，12月再抵達8台。
福特3噸M1918是美國最早的輕型坦克設計之一，它是由兩位乘組員以及由一挺白朗寧M1919中型機槍進行武裝，能實現到最高每小時8英里的最高速度。3噸坦克的設計始於1918年中期，雙人坦克的設計以便美軍可以使用除了雷諾FT之外的另一輛坦克，它具有兩個一組的福特T型發動機由前方的駕駛員控制，在他的身邊有一名槍手，他可以再有限的橫向控制上使用.30/06機槍〔M-1917 Marlin或是M-1919〕。最終簽訂了15，000輛這類坦克的合約；然而，美國坦克兵團認為該型坦克不符合他們的要求，因此15，000輛坦克的合約在停戰後終止，只剩下15輛原型車保存。

#### 組織
最初，是由兩個獨立的坦克組織並形開發〔在法國的美國遠征部隊的坦克兵團以及在美國本土的國家陸軍坦克部隊(Tank Service， National Army)〕。 再整個戰爭期間，分裂的指揮結構與兩個人〔薩繆爾·羅肯巴赫以及艾拉·柯林頓·韋爾伯恩〕分別指揮著美國裝甲部隊的發展。

#### 國家陸軍坦克部隊(Tank Service， National Army)
艾森豪威爾的導師艾拉·柯林頓·韋爾伯恩上校是一名步兵軍官，曾在西班牙 - 美國戰爭期間獲得古巴服役榮譽勳章。1918年3月5日戰爭部長牛頓·D·貝克任命韋爾伯恩上校擔任國家陸軍坦克部隊指揮官。

#### 美國遠征部隊的坦克兵團(AEF-American Expeditionary Forces)
坦克兵團於1917年12月22日或1918年1月26日由美國遠征部隊指揮官約翰·潘興在法國建立，作為美國遠征軍的一個裝甲單位，該部隊的第一個指揮官是薩繆爾·羅肯巴赫上校，雖然喬治S.巴頓上尉才是實際分配到新單位的第一位軍官。 在1916年的潘喬維拉遠征期間，喬治巴頓曾在潘喬別墅時擔任潘興的助手。在第六步兵團的十名士兵的陪同下，並使用3輛道奇兄弟的遊覽車中，巴頓進行了首次的出戰，這也是後來美國軍事史上的頭一次的機械化作戰。在維拉軍二號人物胡里奧·卡德納斯（Julio Cárdenas）與他兩名保鏢搜尋糧秣時發動突襲，成功將其擊斃，巴頓是否親自殺死其中任何一人這點暫不確定，但他以打傷全部三人而聞名。
1917年11月，巴頓離開巴黎，像法國軍隊的加拉德將軍報到。在Champlieu，巴頓駕駛著雷諾焦德突擊坦克，並測試了它的溝槽穿越能力。1918年8月，他被任命為第一臨時坦克旅，並於1918年11月6日重新指派為第304坦克旅。巴頓的輕型坦克旅是塞繆爾·羅肯巴赫上校的坦克兵團的一部分，後者又是美國遠征軍的一部分。
AEF坦克兵團首次投入作戰行動，是在1918年9月聖米耶戰役。該行動由美國第一陸軍進行，下分為第一、四、五軍團；喬治巴頓與第一軍團以及第304坦克旅的兩個營合作進攻，第304坦克旅裝備了144輛法國雷諾。巴頓在聖米耶爾戰役和默茲-阿爾貢攻勢中指揮美國坦克投入作戰。
11月11日的默茲-阿爾貢戰役結束後，坦克兵團的車輛損耗率達到了123％，只有27輛坦克在與敵人戰鬥中喪生，主要是炮火或地雷 - 其餘的都是故障。在整個作戰結束後，坦克兵團已經不到50輛可作戰車輛，這個數字說明維修和後勤部隊在多大程度上忙於確保AEF能夠確保一支裝甲部隊持續戰鬥直到戰爭結束。
在戰爭的最後六週，坦克兵團還派出了一個英國製造的重型坦克營，這些坦克部署在美國的第27和第30師，並在舊的索姆河地區進行了戰鬥。拉爾夫·薩斯指揮的第301重型坦克營配備了英國馬克V坦克和馬克五星坦克。

## 第一次世界大戰後
衝突結束後，美國陸軍進行了部隊重組。1919年，潘興建議參議院和眾議院軍事委員會聯合會議，使坦克部隊將從屬於步兵。結果，1920年根據“國防法”解散了該部隊，並將其坦克重新分配給了步兵師，但也只有兩個重型坦克營和四個輕型坦克營在戰後恢復作戰能力。
M1917坦克來的太晚，所以沒有參加戰爭中的任何戰鬥，但在此之後，有五台陪同美國海軍陸戰隊遠征軍於1927年4月在斯梅德利·巴特勒將軍的帶領下前往天津，他們於1928年末返回美國。美國遠征部隊坦克兵團作為一個單獨的分支被廢除，並將坦克的控制權交給步兵後，坦克部隊的數量逐漸減少，車輛被封存或報廢。
馬克VIII型坦克(Tank Mark VIII or Liberty)做為對第一次世界大戰的美英坦克設計，但他並沒有出現在戰場上，因為測試完後戰爭就結束了，最終於1919年和1920年決定在美國建造100輛該型坦克。裝備該型坦克的部隊為第67步兵團（坦克）團，基地設在阿伯丁（馬里蘭州）。該單位的奇怪名稱源於1922年，所有坦克都必須成為步兵的一部分。一些坦克被分配到第301重型坦克營，後來重新命名為第17重型坦克營。在1921年至1922年的大部分時間裡，德懷特·艾森豪少校指揮了這個部隊。
雖然第一次世界大戰中的坦克行動緩慢、笨拙、難以控制、機件上不可靠，旦它做為一項專為戰爭的武器已經充分表現出它的價值並且是不可忽視的。除了第一次世界大戰中美國製造坦克的輕型和重型這兩個類別以外，第三種分類再1919年開始受到關注，即是“中型坦克”。輕型、中型與重型這三種術語的含義在兩次戰爭之間發生了變化。在一次世界大戰期間與結束後不久，輕型坦克的設計一直都是在10噸左右，中型坦克（由英國生產為主）大約是在10到25噸之間，重型坦克大多超過25噸。但是在二次世界大戰後期，重量不斷的增加導致輕型坦克大多提升至20噸，中型坦克超過30噸，並且在戰爭結束時發展的重型坦克超過60噸。
值得注意的是，在當時巴頓和艾森豪威爾仍然有參與開發裝甲部隊，在米德營地找到了臨時住所，並歸類在羅肯巴赫的指揮下。特別是，這兩個人制定了在大規模編隊中使用坦克的理論和學說，以實現突破並以此進行開發。但他們遭到了高級軍官的強烈反對，因為他們主張使用裝甲車輛來支援步兵，而不是作為獨立行動的部隊加入戰鬥。這個觀點也間接導致美國國會在1920年解散坦克兵團作為一個單獨的單位。
1920年的國防法案將坦克兵團置於步兵之下，巴頓曾主張建立一個獨立的坦克兵團，並且說明了坦克與騎兵部隊一起作戰強調的是機動性，而與步兵綁在一起的坦克強調的是火力。然而，第一次世界大戰行動緩慢的坦克支援以及坦克與步兵不同的單位的阻礙了坦克對步兵支援以外任何其他的發展，因此美國在裝甲和機械化部隊的發展中進展緩慢。另外，在這個時期，用來做坦克研究和開發的資金也被削減到了最低限度。巴頓確信坦克的發展未來會走得很艱辛，於1920年9月申請並獲得了轉調到騎兵隊的機會。兩年後，艾森豪威爾於1922年1月離開兵團，他被分配到巴拿馬的一個步兵旅的指揮官。
美國戰爭部認為兩個種類的坦克，無論是輕型還是中型，都應該達成所有的要求，包跨：輕型坦克可以用卡車運輸，總重量不超過5噸；對於中型坦克，要求更加嚴格，它的重量不超過15噸，以使其在鐵路平車的重量範圍內。在當時實驗性的15噸坦克M1924達成了模擬，但這輛和其他試圖滿足戰爭部和步兵規格的實驗性坦克都被證明是不能達到要求的。實際上，建造一輛滿足戰爭部和步兵要求的15噸重的裝甲車輛是根本不可能達成的。
1926年，總參謀部很不情願地同意了一輛23噸坦克的開發計畫，儘管它明確表示將繼續努力開發能令人滿意的15噸重的坦克。步兵也覺得，一輛可以用卡車運輸的輕型坦克是最符合步兵要求的裝甲單位。步兵對輕型坦克的關注以及可用於開發新型坦克的有限資金，嚴重影響重型車輛的發展導致重型坦克的研發緩慢，並最終導致第二次世界大戰爆發時裝甲資源的嚴重短缺。
在美國，裝甲部隊的真正開始是在1928年，也就是在官方正式成立的12年前，當時的戰爭部長德懷特·戴維斯在視察英格蘭的軍事演習後，指示陸軍在部隊中發展坦克部隊，以及實驗機械化部隊(EMF-Experimental Mechanized Force)。1928年的這個決定，促進了坦克部隊發展，也使得1928年7月1日至9月20日在馬里蘭州米德營地內組織和安排一支新的實驗機械化部隊。組建起了一隻聯合軍種的部隊，包含了步兵（以及裝甲單位），騎兵，野戰砲兵，空軍，工程兵團，軍械部，化學戰和醫療兵團。1929年繼續進行的試驗因為資金不足以及過於老舊的設備而失敗告終，但1928年的演習確實取得了重大的成果。因此根據這份成果報告，戰爭部機械化委員會建議永久建立機械化部隊。
儘管資金不足，軍械部還是設法開發了幾個實驗性的輕型和中型坦克，並且還與智威·克里斯蒂〔發動機和推進系統設計師〕合作，於1929年之前研發出並測試了智威·克里斯蒂設計的模型。不過這些坦克原型都沒有被接受，通常是因為他們都超過了陸軍分支機構所設定的標準。巴頓後來與克里斯蒂具有密切的合作，用以改善坦克的輪廓，懸架，動力和武器。克里斯蒂的想法對許多國家的坦克戰術和單位組織產生了很大的影響，最後也對美國陸軍產生了影響。
另一位在第二次世界大戰中聲名鵲起的將軍，他對坦克部隊的影響力不容小覷，也就是道格拉斯·麥克阿瑟（Douglas MacArthur），當時（1930年至1935年）的他被任命為總參謀長。當時麥克阿瑟將軍希望在整個軍隊中增加機動化和機械化，於1931年末推動所有武器和裝備都用於機械化和機動化，並允許進行研究和必要的實驗。騎兵的任務是開發戰鬥車輛，以增強其部隊在於偵察，反偵察，側翼行動和追擊的作用。
因為法規的通過，坦克屬於步兵分支，因此騎兵逐漸購買了一組“戰鬥車輛”，屬於輕型裝甲和武裝“車輛”，這些車輛往往與新的步兵“戰車”無法區分。1933年，麥克阿瑟為即將完成的騎兵機械化奠定了基礎，並說到：“今天的馬沒有比一千年前具有更高的機動性。因此當時間道的時候，騎兵部隊就必須更換或替代馬來做為作為交通工具”
1936年11月，美國陸軍的騎兵決定進行現代化改造，需要一輛完全裝甲的車輛，能夠跟上騎兵並履行常規戰鬥任務。根據1920年的國防法禁止開發坦克，它無法發展傳統意義上的“坦克”，因此選擇了更小更輕的“汽車”級車輛。在1937至1938年間在巖島兵工廠設計和製造的T7戰車，它基於M1戰鬥車，但具有擴展底盤和可轉換懸架具備可更換車輪或履帶行駛的能力。唯一的原型T7戰車（編號W40223）於1938年8月運往阿伯丁試驗場進行測試。雖然它表現出良好的速度和性能，騎兵委員會的代表卻並沒有留下深刻的印象。最終測試被推遲到1939年，他們相當成功。並且這輛車甚至參加了1939年在紐約普拉茨堡舉行的第一次軍事演習，騎兵單位很喜歡這次的演習。然而，在1939年10月，騎兵對他們的戰斗車輛提出了新的要求，希望可以常規的履帶（非組合）以及懸掛。這一項要求的原因是因為在當時的履帶已經有足夠的數量和品質可以提供使用，因此不需要再車輪上投入更多的成本以及增加車輛設計上的複雜性。此外，根據當時歐洲正在進行的戰爭，證明了重機槍的火力不足以發揮有效的作用。為了使車輛能夠派上用場，它需要一挺合適的火砲。1939年10月，儘管具有潛力，機械化騎兵委員會建議進一步開發和測試T7戰車計劃，並取消所有其他此類可更換式車輛的研究。從而結束了美國陸軍最後一次輪式戰車的開發。

## 第二次世界大戰前

#### T7 戰鬥車(T7 Combat Car)

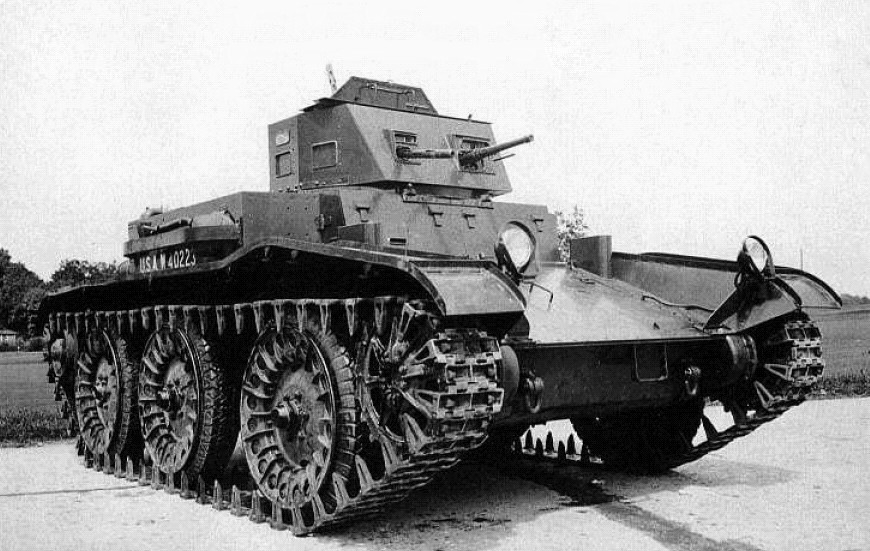
T7 Combat Car

T7戰鬥車是美國於跨戰爭時期設計的輕型坦克。它可以在道路上使用一般的輪子運行，也可以使用履帶在越野路上使用。雖然在某些地區已經能滿足使用，但與現代輕型坦克相比，它缺乏武器與裝備，而且只有一輛出產後該計畫隨即被取消。

#### M1 戰鬥車 和 M2 輕型坦克
M1戰鬥車(M1 Combat Car)

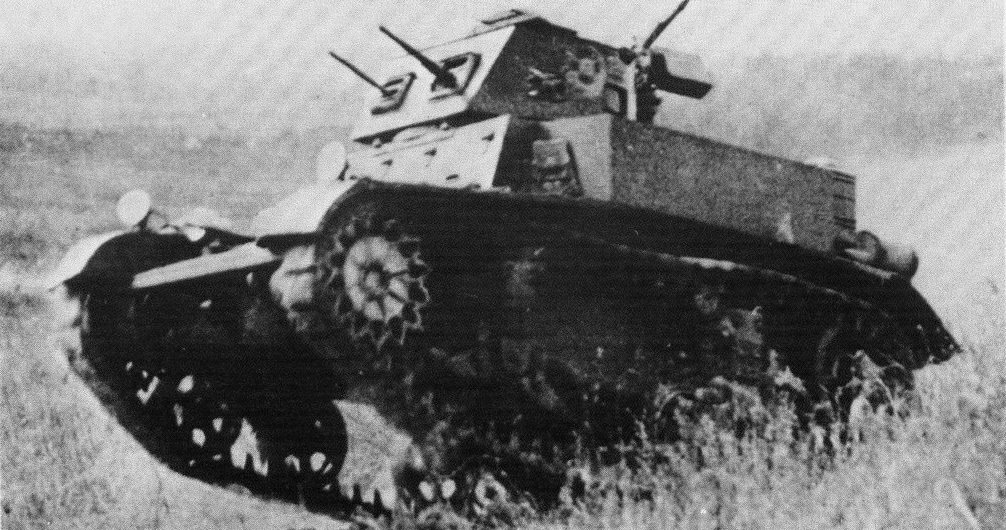
一輛M1A2戰鬥車

M1戰鬥車是美國騎兵在30年代末期所使用的一種輕型坦克。根據1920年所制定“國防法”的規定，坦克僅限於步兵部隊，為了讓美國陸軍騎兵部隊配備裝甲戰車，因此為騎兵開發的坦克被稱為“戰鬥車(Combat Car)”。直到到1935年，他們才擁有M1坦克配備雙機槍砲塔。騎兵部門在其幾乎相同的M2戰車上選擇了一個更大的砲塔。其他升級包括改進的懸架，變速箱以及更好的發動機冷卻。戰鬥車(Combat Car)的名稱於1940年被取消，車輛更名為M1A2輕型坦克。

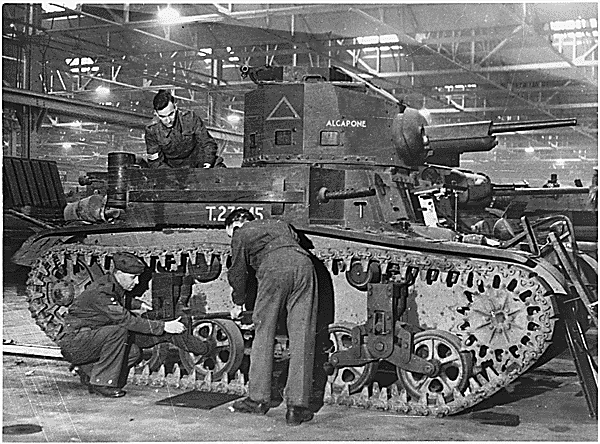
一輛M2A4

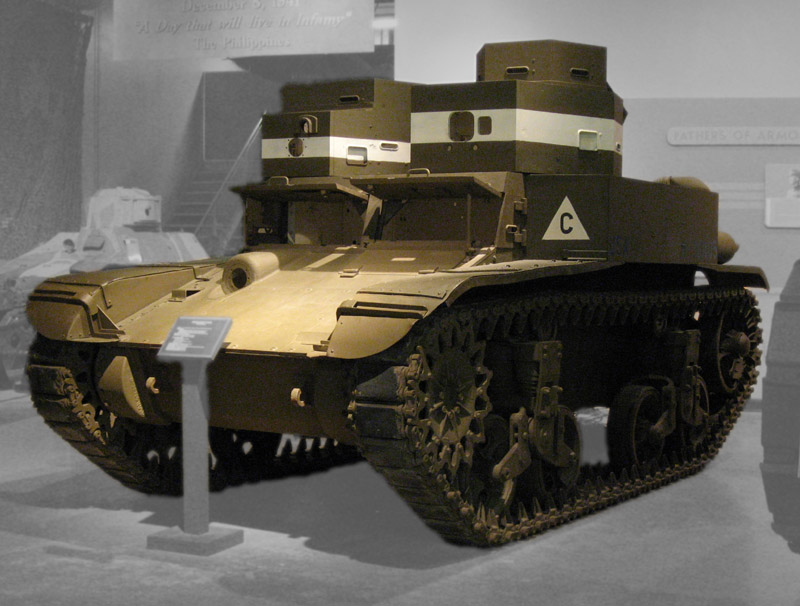
一輛M2A2

M2輕型坦克（英語：M2 Light Tank）
由巖島兵工廠於1935年開發，用於美國陸軍的步兵裝甲單位。它的設計來自於早期的T-1和1929年的T-2中型坦克，並且在某種程度上受到著名維克斯六噸戰車的啟發。它的主要武器是一挺.50口徑（12.7毫米）的 M2勃朗寧機槍。它具有另一挺0.3英寸的機槍裝在一個小型單人砲塔中。在交付了10台後，步兵師決定改用雙砲塔配置，在第二個砲塔中使用.30口徑機槍。這些早期的雙砲塔坦克被命名為“梅·蕙絲（Mae West）”，僅管擁有了雙砲塔的佈局，但它的效率仍然不是很高，不過這是20世紀30年代來自維克斯的輕型坦克的共同特徵，如蘇聯 T-26和波蘭7TP。
它使用了維克斯形式的葉片彈簧懸吊系統（Leaf Spring）。這種懸吊系統在1935年生產的T2E1被更為優越的豎錐形彈簧懸吊系統（Vertical Volute Spring Suspension System）所取代，二戰前的主要型號M2A2共生產了239輛，並在戰間期中成為美軍步兵單位的主要戰車。然而西班牙內戰的結果顯示了僅裝備機槍的戰車，其火力是相當不足的。這使得後來的型號M2A4裝備了更強的火力，最後該型號共製造了375輛，並於1942年四月交付最後10輛才全部交付完成。
M2輕型坦克的改進型號，被稱為M2A4，它裝備了一門37毫米的M5戰車砲，一挺M2白朗寧重機槍，以及5挺白朗寧M1919中型機槍。於1942年至1943年在瓜達爾卡納爾島的海軍陸戰隊第1坦克營服役。是M1和M2系列中唯一可以看到真正投入戰場作戰的戰役。
在巖島兵工廠內也持續的已M2輕型坦克做為底子開發新的中型坦克，最初時的代號為T5，但是之後又重新設計後（配備新的350馬力的R-975星型引擎）並於1939年6月被重新命名為M2中型坦克。

#### T1輕型坦克和T2中型坦克
T1輕型坦克（T1 Light Tank）和T2中型坦克（T2 Medium Tank）是在20世紀20年代被設計出來，但很快成為過時的產物，它們唯一的功用就是幫助開發後來的坦克。

#### 瑪蒙-哈寧頓CTLS輕戰車（Marmon-Herrington Combat Tank Light Series）
瑪蒙-哈寧頓CTLS輕戰車是美國第一款開始為出口戰爭市場所生產的輕型坦克。CTL-3有兩名具有乘組人員，搭備三挺.30口徑機槍。極少數的人在荷屬東印度群島反日本入侵的戰役中看到該型坦克投入了戰鬥。
1942年中期，一批該型坦克從荷蘭轉移到澳大利亞，用於培訓，珍珠港事件發生後，其中一些坦克被美國陸軍接管並分別在阿拉斯加北部作為T14和T16使用。 並且，有超過600輛T16 CTMS坦克在根據租借法案下運往中國，交付給國民黨軍隊與日本軍作戰。

#### M2 中型坦克（M2 Medium tank）
M2中型坦克是一個以M2輕型坦克做為底子開發的加大版本，並在1939年於巖島兵工廠首次生產，在歐洲戰場開始前。許多部件是使用常見或類似的設計，包括垂直蝸殼彈簧懸架 （Vertical volute spring suspension），也用於後來設計的坦克。雙輪轉向架（Bogie）安裝在外部，橡膠襯套和橡膠履帶使得在道路行駛更加的耐用。最初的M2型號由空氣冷卻的Wright R-975星型發動機（Wright R-975 Whirlwind）提供動力。但是對於M2A1，使用的是R-975 C1星型發動機，這款發動機是增壓式，可提供額外的50馬力（37千瓦）讓其總功率達到400馬力（300千瓦）。
在整個計畫當中M2生產了18輛再加上94輛小幅改進型M2A1，總共生產了112輛。M2的具有特色之處在於，一、裝備了多挺機槍；二、擁有防彈板，三、在車體前方使用了傾斜裝甲。在武裝方面它安裝了一門37mm主炮（炮盾厚度為51mm），擁有32mm裝甲，但是在整個歐洲戰場上表明了，該型坦克在戰鬥中是一個糟糕的設計，裝甲薄，主武器不足且非常高調。並且在車體四個面裝上機槍是完全不必要的設計。不過整體而言，M2系列的各種特點，儘管有好有壞，但是提供了美軍後來的M3李，M4雪曼以及許多其他的裝甲戰鬥車輛的設計經驗以及教訓。值得一提的是，M2的車體前方的傾斜裝甲（Sloped armour）在1939年的設計中是非常先進前衛的，並且這成為了美國坦克在設計上的永久特徵。西歐和東部戰場證明了M2已經過時且不堪使用，因此它從未在海外用於戰鬥; 它在整個戰爭期間主要是用於訓練目的。
在當時克萊斯勒開設了一家新的坦克工廠 - 底特律阿森納坦克工廠（Detroit Arsenal (Warren, Michigan)），主要是用於製造M2，並與美國政府於1940年8月簽訂合約，預計生產1,000輛M2型坦克。由於西歐和東部戰場證明了M2已經過時且不堪使用，因此美國政府在生產開始之前便修改了合約。指示該工廠生產1,000輛M3 Grant坦克，而不是M2中型坦克。M2的生產線被歸還給巖島兵工廠，最終生產了94輛M2A1。M2A1的裝甲稍微好一點，砲塔略大於原來的M2，因為它有來自M3輕型坦克砲塔的砲塔，槍砲護甲厚度為2英寸（51毫米）。

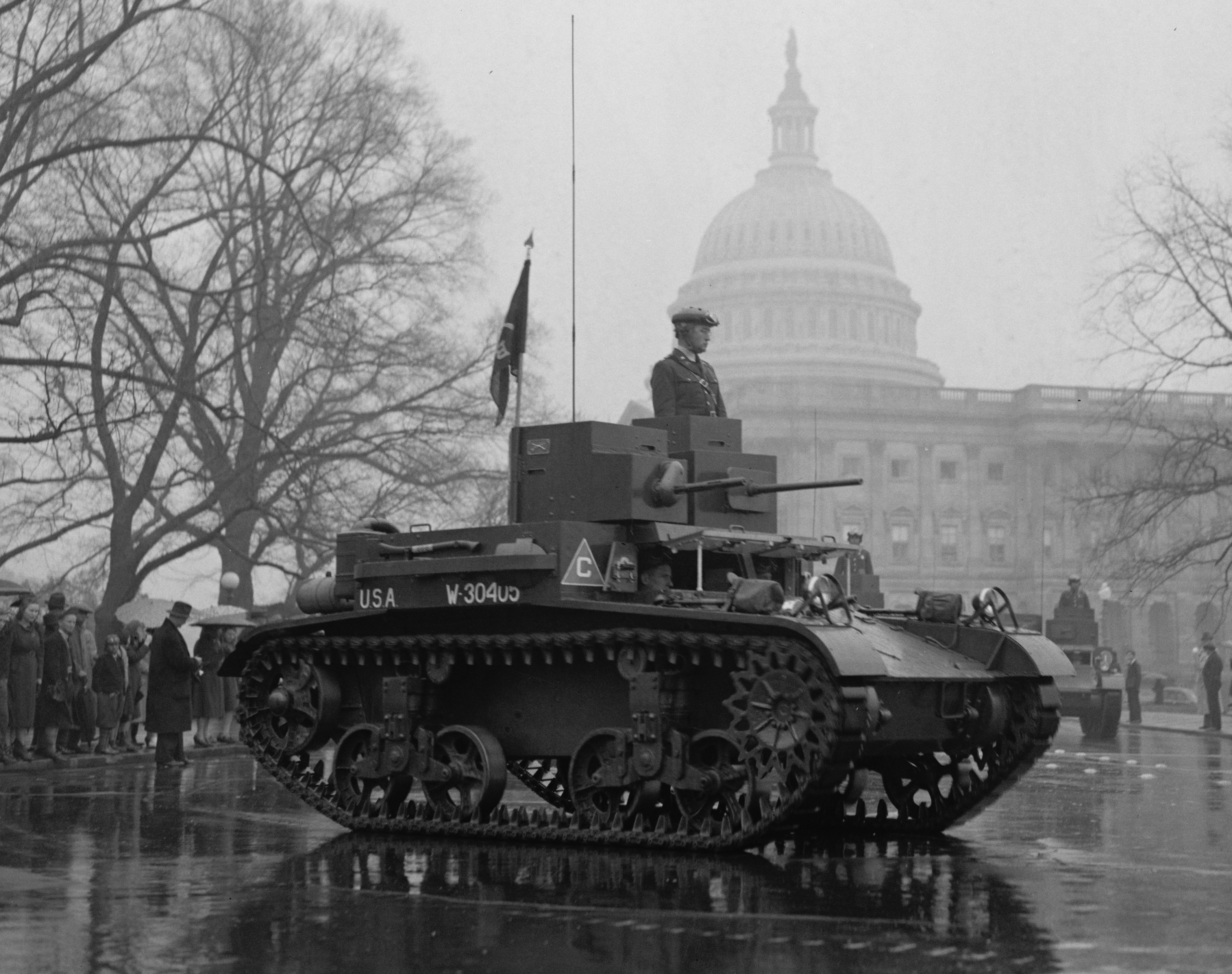
M2A3輕型坦克在美軍建軍節閱兵。華盛頓，1939年。

## 第二次世界大戰

### 輕型坦克

#### M3 輕型坦克 及 M5 輕型坦克

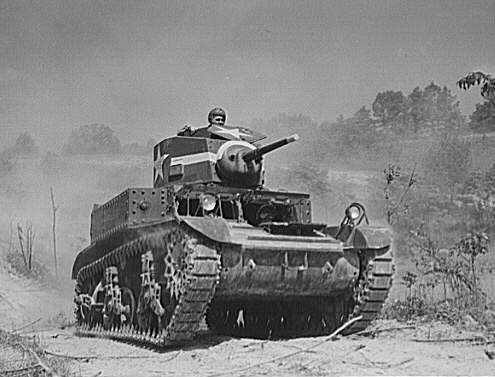
M3/M5斯圖亞特坦克在諾克斯堡用於訓練。

M3輕型坦克（M3 Stuart）是因為當時美國調查員在法國戰役中，發現英國與法國的M2輕型坦克很容易遭到德國的裝甲單位所擊毀，因此在1940年7月於M2輕型坦克的基礎上，重新開發一款新的輕型坦克。
最初的改裝版被命名為M3輕型坦克，它具有更厚的裝甲，以及改裝懸吊系統和37mm坦克砲。直得一提的是M3和後來的M5 Stuart的生產是在1941年3月開始，一直持續到1943年10月結束，共生產了25,000輛。
M3的再升級版稱為M4，但是後來又重新命名為M5 Stuart，使用新的發動機開發並於1942年開始生產。M5採用重新設計的車體，駕駛員的艙蓋移至頂部。原先它有一個新版的後繼型，是基於謝爾曼坦克設計的M7坦克，但是它太重了，不得不重新歸類為中型坦克而且沒有大量生產，只有13輛原型車。從1942年開始，M5逐漸取代M3的生產線，並在1944年由M24霞飛（M24 Chaffee）取代。
英國陸軍是世界上第一個將M3輕型坦克投入戰鬥的軍隊，1941年11月大約170輛斯圖亞特投入了十字军行动，結果得到負面的評價。裝備了斯圖亞特的裝甲部隊在行動中遭受的高耗損率與具有更好的戰術和訓練的敵人有絕對的關係，而不是像北非戰役中敵方具有的坦克優勢，但該行動顯示M3有幾處技術故障。英國的意見反饋中提到的是37mm坦克砲，使用範圍有限且內部佈局不佳。兩人砲塔是一個重大的弱點，一些英國部隊嘗試與三位乘組員共同作戰。不過組員對於車輛的高速和機械可靠性有正面評價。
1942年夏天開始，當英國陸軍收到足夠的美國中型坦克時，部隊通常會優先將斯圖亞特從戰場第一線與坦克後勤編隊中撤換下來。不過直到戰爭結束，M3s、M3A3s以及M5仍然繼續在英國服役，但英國裝甲部隊的這些輕型坦克使用比例比美國部隊少。在東方戰場的中華民國陸軍也收到了一批M3A3s坦克用以對付共產黨軍隊的戰鬥。
M3 的另一個租借法案的主要接收者，即蘇聯。不過蘇聯方面對於坦克更不滿意，因為它被認為低負荷，不受控制，在戰鬥中可能遭到燃燒，而且對燃油質量過於敏感。狹窄的軌道非常不適合在冬季運行，因為它們導致地面壓力過高容易使坦克陷入泥濘。然而，斯圖亞特卻優於早期的蘇聯輕型坦克，如T-60偵察坦克（T-60 scout tank），這些蘇聯坦克往往動力不足，且不具備比斯圖亞特更重的武器。1943年，蘇聯陸軍嘗試了M5並覺得升級後的設計並不比M3好上多少。當時的蘇聯人不像1941年那樣絕望，所以拒絕了美國提出供應M5的提議。且到了1944年，M3s仍然繼續服役參加戰鬥。
在美國陸軍的編制中，M3首次參與戰鬥是在菲律賓。當時是由包括臨時坦克小組在內的兩個營參與了當時的巴丹半島戰役，1941年，美國陸軍參謀長喬治·卡特萊特·馬歇爾將軍指揮軍隊新的M3然後就離開了指揮鏈，最重要的是加強麥克阿瑟將軍在太平洋地區的指揮。他指派了陸軍國民警衛隊第194和第192坦克營各配備54輛新製造的M3斯圖爾特輕型坦克每以及23輛半履帶車，聯邦加州陸軍衛隊第194坦克營於1941年9月8日從舊金山部署，並於9月26日抵達菲律賓。這次部署之後前往菲律賓的是第192坦克營，該營在諾克斯堡訓練並在11月調派前往馬尼拉。
1941年11月21日在詹姆斯·R·N·韋弗上校（James RN Weaver）的指揮下，第192以及第194坦克營合併成為一個坦克臨時小組，隨後開始一連串的行動。隨著之後的行動，日軍於12月在巴丹半島的海岸線上登陸，坦克臨時小組收到命令，要求一邊進行反擊一邊掩護巴丹半島上的盟軍進行撤離，之後稱之為巴丹半島戰役 (1942年)
在第二次世界大戰期間，第192坦克營成為第一個在坦克戰鬥中與敵人裝甲交戰的美國坦克部隊，因為他們遇到了日本帝國陸軍第4坦克團中所編製的日軍坦克。第192坦克營在當時遇到了同樣等級的九五式輕戰車（Type 95 light tank）在當時它配備了37毫米坦克砲，並配備了柴油引擎。95式輕型坦克已經可說是位在坦克技術的前列。坦克臨時小組〔第192以及第194坦克營〕在準備撤回巴丹時與日本帝國陸軍第4坦克團進行小規模戰鬥，兩個坦克營試圖保衛海灘，機場，並為步兵提供支援，直到1942年4月8日，當時第192和第194接到命令，要求摧毀他們的M3，然而，當時因為許多M3在期間被敵人捕獲並使用，因此沒有成功摧毀他們所有的坦克。當菲律賓在1944/45年解放時，其中一些被俘的M3斯圖爾特輕型坦克被美軍收回。該部隊〔坦克臨時小組〕作為一般撤退部隊，其中一部分撤出巴丹半島並且在1942年4月9日，最後倖存的美國和菲律賓部隊在巴丹半島投降，並且不復存在。
當美國軍隊於1942年底加入北非戰場時，斯圖爾特仍然佔據了裝甲部隊的很大一部分裝甲戰力直到災難性的凱賽林隘口戰役之後，美國迅速解散了他們的大部分輕型坦克營並將Stuarts轉交屬於中型坦克營，執行偵察和掩護的傳統騎兵任務。在作戰時期，大多數美國坦克營分為三個營的由M4謝爾曼坦克以及M3S或M5 / M5A1s進行組成。
在歐洲戰場，盟軍的輕型坦克部隊必須獲得騎兵和步兵的協同火力支援才能發揮作用，因為他們的主要武器裝備無法與敵人的裝甲載具競爭。然而，斯圖亞特在太平洋戰區的戰鬥中仍然有效，因為日本坦克數量相對較少，並且通常比盟軍輕型坦克弱得多。日本步兵裝備反坦克裝備不足以擊毀盟軍坦克，並且在戰術上傾向於使用近距離攻擊的方式攻擊坦克。在這種環境下，斯圖爾特只比中型坦克更容易受到攻擊。
此外，書上常見的不良地形和道路不適合更重的M4中型坦克，因此最初只能部署輕型裝甲。較重的M4最終被指派來打擊敵人較為堅強的陣地。儘管用途不多不過斯圖爾特仍然繼續服役，直到戰爭結束。當美國擁有足夠數量的M24 Chaffees時，美國使用M24來取代了M3 Stuarts，但M3一直服役直到戰爭結束。除了作為主要用戶的美國，英國和蘇聯外，它還有交付給法國和中國使用。

#### M22蝗蟲式輕型坦克  （M22 Locust）

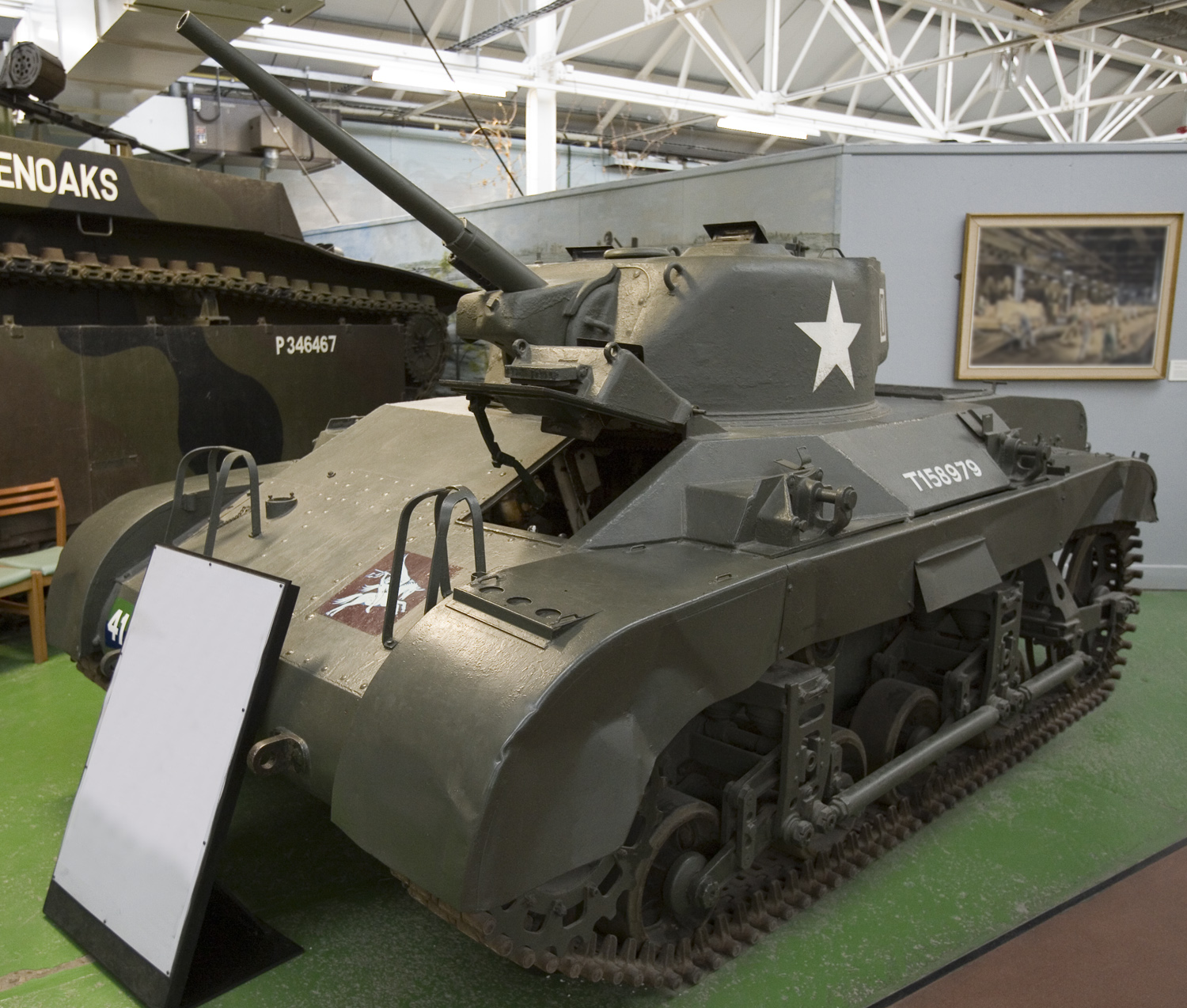
M22蝗蟲式輕型坦克

M22（空運）輕型坦克，也稱為M22蝗蟲。於1941年底開始開發，用以響應英國軍方在當年早些時候提出的一項計畫。
通過滑翔機運送坦克部隊到戰場的空中機動輕型坦克計畫。美國軍械部門被要求生產這種替代用坦克，之後又選擇瑪蒙-赫林頓公司在1941年5月設計和製造原型機載坦克，該原型的設計使其可以在道格拉斯C-54“空中霸王"（C-54 Skymaster）運輸機運輸，儘管它也適合通用飛機有限公司（General Aircraft Limited）所生產的Hamilcar滑翔機。
在對初始原型進行了一系列修改之後，編號T9於1943年4月開始生產。然而，在發現了坦克設計上的幾個故障時，決定降低了坦克的生產輛。直到1943年末和1944年初瑪蒙-赫林頓才又重新開始大量生產T9，但是到那時這種設計又被認為是過時的；直至1945年2月生產結束時只生產了830輛。
事後，軍械部給了該型坦克編號M22，但當時並沒有美國作戰單位配備它。然而，在1943年期間，美國戰爭部認為，儘管發現了故障，坦克仍能充分發揮作用。因此該坦克獲得了“蝗蟲”稱號，260輛根據“ 租借法案 ”運往英國。1943年底，第6空降裝甲偵察團接收了17輛蝗蟲。最終在1945年3月的空降行動作戰期間使用了8輛蝗蟲。該型坦克在行動中表現不佳，因此蝗蟲在第二次世界大戰期間之後從未再次使用過。

#### M24霞飛坦克（M24 Chaffee）
在1943年，當時有意成為M3 / M5 Stuart的替代品的M7在三月被拒絕後，美國政府在隔年開始研究M24霞飛，並打算用來替換M3 / M5 Stuart，被給予了開發編號輕型坦克T24。坦克裝甲輕薄，帶著一挺輕便的75毫米坦克砲。具有更寬的履帶和扭杆懸架。相對較低的輪廓和一個三人砲塔。開發團隊盡一切努力使車輛的重量保持在20噸以下。在同年的10月中旬，第一輛試驗車被交付，並於1944年開始生產，名稱為“輕型坦克M24”。 1945年8月生產停止時共生產了4,730輛。
1944年11月，首批生產34輛M24霞飛抵達歐洲，並被運往法國交由法國第二騎兵集團軍（機械化部隊）使用，這些坦克分發給第2騎兵偵察營和第42騎兵偵察營，每個營收到17架M24。在1944年12月的突擊戰中，這些部隊和他們的新坦克被命令前往南部戰場與美國第一軍第740坦克營一起服役。
M24在1944年12月開始進入普遍的問題，也就是他們速度很慢。導致戰爭結束時，仍然有許多裝甲師主要裝備M5。甚至在戰爭結束，一些裝甲師還沒收到他們的第一批M24。
在戰後報告總體上對該型坦克是樂觀的。乘組員們喜歡M24的越野性能和機件的可靠性，並且非常欣賞75毫米主砲，因為這是對37毫米非常巨大改進。 僅管M24沒有達到成為戰鬥坦克的條件，但口徑更大的主砲使它可以在需要時自衛。因為它的輕裝甲使它顯得脆弱。
M24對二次世界大戰的貢獻是微不足道的，因為當時很少有人用它來取代裝甲師的M5，但是M24在朝鮮戰爭中被廣泛使用。
在朝鮮戰爭中，M24是最初用於對抗朝鮮T-34-85坦克的美國坦克。 由於第二次世界大戰後的重傷，日本坦克部隊的人員缺乏經驗和裝備不足。導致M24對這些具有更好的武裝，更好的裝甲和更好的載人中型坦克的殺傷表現不佳，不僅失去了大部分的戰鬥力，同時對朝鮮T-34部隊造成的傷害較為輕微。

### 中型與重型坦克

#### M3 中型坦克（M3 Medium tank）
1940年7月開始設計，M3中型坦克取代了M2中型坦克，第一架“Lees”於1941年底投入使用。在當時有許多M3 中型坦克被派遣往英國，這些坦克被稱為“李將軍（General Lee）”（聯邦將軍羅伯特·李），或“格蘭特將軍（General Grant）”（美國將軍尤利西斯·格蘭特），名子的差別取決於他們是否是使用美國規格或英國規格砲塔的差別。
在當時美國陸軍需要一輛新的中型坦克，加上英國對3,650輛中型坦克的迫切需求，M3於1940年底開始生產。M3在這段時間內具有精良的裝甲，但是由於設計缺陷（高車身，使用舊型的坦克砲，較差的越野性能）使得它並不能令人滿意，直到M4謝爾曼（M4 Sherman）大量生產後便退出了前線的戰鬥，不過英國使用M3成功對抗緬甸的日本帝國軍隊，直到1945年。
在二次世界大戰美國參戰時，M2中型坦克系列的設計已經過時，它只配備37毫米炮，32毫米正面裝甲，使用機槍的主武器和非常高的車體。在見識到三號戰車（Panzer III）和四號戰車（Panzer IV）在法國戰役中的成功使得美國陸軍立即設計裝有75毫米坦克砲（75 mm Gun M2/M3/M6）的新型中型坦克。也就是M4謝爾曼。然而，在謝爾曼投入生產之前，它們迫切需要採用75毫米主砲的坦克。
M3是當時過渡的解決方案。但這種設計很不尋常，因為做為主要的武器75毫米坦克砲，安裝在車體內的右側突出的舷艙內。這給了主砲一個非常有限的水平視角。另一個帶有輕型高速37毫米炮的小型坦克砲安裝在高大的車體上。另外在砲塔頂部的一個更小的艙蓋上又裝有機槍。
在當時英國政府提交了M3設計並請美國的工廠生產他們的坦克（瑪蒂爾達步兵坦克和十字軍巡洋艦坦克）。英國的專家在1940年視察了該型坦克並發現了幾個缺陷， 坦克行動高調，在車體安裝的坦克砲，車體中的無線電數量，較為光滑的履帶，裝甲的厚度不足以抵禦噴濺的碎片。在最後英國同意訂購1,250輛M3，並根據他們的要求進行修改，訂單隨後增加，期望當有更高級的坦克可用時，它可以取代部分訂單。英國與三家美國公司簽訂合約，總費用約為2.4億美元。但這筆款項是美國所擁有的英國基金，因此英國採取了租借法案來解決財務問題。
原型車於1941年3月完成，生產型號是7月份的第一批英國規格坦克。 英國砲台包括第19號無線電（Wireless Set No. 19）。並且它的裝甲比美國的更厚，並使用了簡單的艙口蓋。在之後的版本美國和英國的坦克都比第一次設計的裝甲更厚。由於砲塔中的無線電設計，英國所需的機組員會比美國少一個。因此美國取消了坦克內的全職無線電操作員，並將任務分配給司機。英國人意識到，要滿足他們對坦克的要求，就需要這兩種類型。
美國軍方使用“M”（型號）字母來指定他們幾乎所有的設備。因此當英國陸軍從美國收到他們新的M3中型坦克時，立即陷入混亂，因為M3中型坦克和M3輕型坦克的名字相同。因此英國軍隊開始命名他們的美國坦克，儘管美國軍隊在戰爭之前從未使用過這些術語。帶有新砲塔和無線電裝置的M3坦克獲得了“格蘭特將軍（General Grant）”的名稱，而原來的M3被稱為“李將軍（General Lee）”或者更常見的是“格蘭特”和“李”。 M3在北非戰場中為英國軍隊帶來了急需的火力。
在車載搭配的75毫米坦克砲由砲手搭配裝載手進行操作。75毫米坦克砲瞄準系統使用M1潛望鏡，屬於一體式潛望鏡，安裝在砲艙頂部進行瞄準。潛望鏡會隨著火砲旋轉。瞄準尺標從零到3,000碼（2,700米），垂直尺標有助於在移動目標上進行前置量計算射擊。砲手可以通過使用手動機械砲塔旋轉機構將砲口指向目標上，進行精確射擊。副武器的37毫米坦克砲是使用搭配上M2潛望鏡的瞄準系統，雖然這是安裝在砲身側面的護套上。並且搭配有同軸機槍。因此瞄準系統提供了兩個不同的尺標：37毫米坦克砲為0-1,500碼（1,400米），同軸機槍為0-1,000碼（910米）。
在美國生產的6,258輛M3中，有2,855輛M3供應給英國陸軍，大約1,368輛供給蘇聯。因此，美國陸軍的M3中型坦克的第一次行動是在1942年北非戰役期間。當年5月27日，英國M3＂李＂和M3＂格蘭特＂在加查拉戰役中對埃爾溫·隆美爾的部隊發起軍事行動。之後M3繼續在北非服役，直到該次軍事行動結束。美國第一裝甲師在北非也使用了一個團的M3中型坦克。在北非戰役中，M3因其機械可靠性，良好的裝甲和重型火力而受到普遍讚賞。在這三個優點，它都超過了當時的英國坦克，能夠對抗德國坦克和拖曳反坦克炮。但是高大的輪廓和錯誤的75毫米坦克砲安裝位置是嚴重的戰術缺點，因為75毫米坦克砲安裝在坦克側身導致砲口俯角差勁無法向下進行射擊。
另外鉚接裝甲的使用導致了一個叫做“剝落”的問題，敵人砲彈的撞擊會導致鉚釘脫落並導致脫落物在坦克內部彈跳進而殺傷乘組員。後來的車型改為以焊接方式製作來消除這個問題。這也導致M3很快就被M4謝爾曼取代，儘管有幾個M3在諾曼底作為裝甲救援車投入戰鬥但也只有但也只發揮十分有限的能力。

#### M4雪曼坦克（M4 Sherman tank）
M4 Sherman 是第二次世界大戰中最著名和最常用的美國坦克。它被英國人稱為“謝爾曼”，它以著名的美國南北戰爭將軍威廉·特庫姆賽·薛曼（William Tecumseh Sherman）命名。 M4謝爾曼是一輛中型坦克，在第二次世界大戰中在北非，歐洲和太平洋地區的戰鬥中證明了自己的能力。M4謝爾曼比起其他坦克是相對便宜，易於維護和生產。與蘇聯的T-34坦克的生產系統類似，M4謝爾曼就像是美國製造的T-34便宜簡單可大量生產。
新設計於1940年8月31日開始研究。這種中型坦克將75毫米主砲武器安裝到一個可以360度旋轉的砲塔中。採用了M3中型坦克的發動機、變速箱、履帶和懸架系統，以便於生產和節省時間。這種新設計的中型坦克將一台坦克的機組人員從六人減少到五人，並且在不增加車輛總重量的情況下改進裝甲分配。
最終該設計作為T6原型車模型出現，並被美國陸軍所接受，並於1941年9月5日訂購了新的“M4”。然而，在M4開始大量生產之前，M4設計進一步修訂包括砲塔上有12.7毫米重型勃朗寧機槍，用於防空。然後將一個.30口徑的機槍加到上車身的砲盾上。
美國陸軍在生產過程M4中有七個主要的版本：M4，M4A1，M4A2，M4A3，M4A4，M4A5和M4A6。 這些名稱並不一定表示線性改進：例如，A4並不意味著它表明它比A3更好。這些子類型表明標準化的生產變化，實際上通常是指在不同的位置同時製造的版本。子類型主要在發動機以及其他的部位上的不同，例如M4A1與完全鑄造上車身的M4不同；M4A4的發動機系統更長，因此需要更長的車身，更長的懸掛系統和更多的履帶塊；M4A5是加拿大生產的；M4A6有一個細長的底盤，但生產的車身不到100組。
部署謝爾曼時的一個主要問題就是德國坦克投入戰場的坦克砲口徑較大，尤其是使用德國88毫米炮的虎式坦克。德國虎I坦克裝備了強大的88毫米炮（最初由88毫米Flak 36 L / 56槍開發），使得它成為任何盟軍坦克非常危險的對手。
雖然大多數M4使用汽油，但M4A2和M4A6配備柴油發動機：M4A2配備一對通用汽車6-71六缸直列發動機，M4A6配備開拓重工RD1820星式發動機，以及使用Chrysler A57 multibank引擎的M4A4，這些主要是透過租借法案供應給盟國的。＂M4＂可以具體指具有其Continental星式引擎的初始類型，或者一般來說，是指整個七個子類型的最初始形態。
有許多細節包跨坦克形狀，裝甲強度和坦克性能的在生產過程中不斷的得到改善，舉例來說，在不改變M4基本型號的前提下，使用更為耐用的懸掛裝置，使用更為安全的"濕"式彈藥架，強化過的裝甲佈置，例如M4使用模組化裝甲使用鑄造前車體與焊接後車體組裝配合；另外，英國的命名法與美國的命名法不同。雖然M4謝爾曼坦克也在美國服役，但它被用於第二次世界大戰以外的衝突。
另外在M4中使用了24V電氣系統。
早期M4謝爾曼安裝了75毫米坦克砲，並且軍械部開始研究使用中型坦克T20作為M4謝爾曼的替代品，但最終陸軍決定通過將其他坦克設計的元素納入謝爾曼來最大限度地減少停產的可能。因此後繼的M4A1，M4A2和M4A3型獲得了更大的T23砲塔和一個76毫米坦克炮，並減少了所攜帶的HE彈和煙霧彈的數量，並增加了反坦克彈種的數量。
後來的，M4A3在工廠生產過程中，配備105毫米榴彈砲和在原始砲塔設計中添加獨特的砲盾。 第一個量產的M4A1是搭配有76毫米坦克砲的謝爾曼，於1944年1月接收，並且第一個量產的M4A3搭配105毫米榴彈砲謝爾曼是1944年2月接收的。
1944年6月至7月，美國陸軍接收了少量的M4A3E2 Jumbo Shermans，它裝備了非常厚的裝甲，並且將75mm坦克炮裝在一個全新具有重裝甲的T23式砲塔中，用以攻擊諾曼底海灘的防禦工事。他的某些裝甲點的有效厚度超過7英寸（17mm）。後來的坦克搭載了76毫米坦克砲。M4A3是第一款採用臥式蝸殼彈簧懸架（HVSS）的車型，具有更寬的履帶用以分配重量；並安裝在用以實驗的M4A3E8，安裝HVSS後的平穩駕駛導致了Shermans的暱稱Easy Eight。並且有一些E8配備了M101榴彈砲。
當時美國和英國都為謝爾曼開發了各種各樣的特殊附件；但是很少看到投入戰鬥，大多數仍然是實驗性的配件。包括用於推土的謝爾曼推土機坦克的鏟刀，用於“游泳”的謝爾曼（DD），用於安裝上火焰發射器的謝爾曼，以及安裝上T34 60管Calliope 4.5英吋火箭發射器和T40 Whizbang 7.2英吋火箭發射器的謝爾曼。英國的改裝（DDs，螢火蟲，鬱金香）皆屬於第79裝甲師的“霍巴特之謎（Hobart's Funnies）”。

#### M6重型坦克
M6重型坦克，搭配上類似設計的T1砲塔建造，具有76毫米坦克炮，37毫米同軸坦克砲，兩個.50（12.7毫米）和兩個.30（7.6毫米） 勃朗寧機槍，兩個在車體上，一個在砲塔頂部。原本預計接收50輛訂單，並由原型車進行了試驗，但是當它準備進行全面量產時，美國陸軍沒有看到任何優於M4謝爾曼的優勢，並且將計劃生產的數量由5000減少到40。最後在1944年M6被宣佈為過時，但被用於美國的戰爭宣傳工作。

#### T14重型坦克
T14重型坦克是一項美英聯合項目，用以生產一種重型坦克，可裝備兩支部隊，搭載美國75毫米坦克砲或英國57毫米6磅重砲。1942年，英國人訂購了數千輛，但隨著時間的推移，坦克乘組員在1944年對其進行了測試，並表明他們不再需要T14。

#### M26潘興坦克
M26 潘興重型坦克於1945年投入第二次世界大戰並由美國坦克兵團創始人約翰·潘興將軍的名字“Pershing”進行命名投入使用。
在當時德國的虎式坦克VI和豹式坦克V，於歐洲戰場中為德國發揮出了絕對的戰鬥力，並且輕而易舉的超越M4謝爾曼坦克，於是美國以T20中型坦克作為基礎進行開發，並且相較於M4謝爾曼有了很大的突破與改良。
與M4歇爾曼相比，M26潘興重型坦克擁有更重的裝甲，更強大的坦克砲和新的懸吊系統。M26潘興的主要武器是90mm坦克砲；兩挺.30口徑安裝在砲塔與車頭前方，一挺.50口徑機槍安裝在砲塔的頂端。
另外還有一種M26在原先裝甲上焊接上額外的裝甲，並且搭配上改良型的90mm坦克砲，在加上安裝了額外的裝甲保護裝置。這型坦克被稱之為“超級潘興”，在當時火力與裝甲保護上與德國虎II坦克相當，在二次世界大戰僅有一台部屬到歐洲作戰，並且在1945年中期投入實戰
從1944年11月開始，共生產了2,222輛M26潘興坦克，其中只有20輛在第二次世界大戰期間在歐洲投入戰鬥。 1946年5月，坦克被重新歸類為中型坦克，雖然它沒有時間在第二次世界大戰中產生任何真正的影響，但它在朝鮮戰爭中與M4A3E8謝爾曼並列。 在戰鬥中，與M4謝爾曼不同的是，對於Tiger I和Panther坦克來說，它的火力和保護程度相當，但動力不足且機械上不可靠。

### 坦克殲擊車和突擊砲

#### M18「地獄貓」式驅逐戰車（M18 Hellcat）
M18「地獄貓」式驅逐戰車（官方名稱為“76毫米火炮載具-M18”或簡稱M18 GMC）是一種坦克殲擊車，最初用於意大利，歐洲和太平洋地區以及朝鮮戰爭。它是20世紀美國最快的裝甲車，直到幾十年後由渦輪驅動的M1艾布蘭主力戰車的出現。他的速度是通過將裝甲保持在最低限度，使用不超過1英寸厚的無屋頂開頂式砲塔（第二次世界大戰中幾乎所有美國全履帶式坦克殲擊車的標准設計特徵）以及為相對較小的車體提供動力來實現速度。M18所使用的徑向發動機最初設計是用於飛機使用。

#### M10驅逐戰車（M10 tank destroyer）
是基於M4歇爾曼所研發的M10坦克殲擊車。

#### M36GMC
與M10和M18一起研發，使用90毫米火砲進行武裝的M36坦克殲擊車為美國和盟軍部隊提供了相對較強勁的移動式反裝甲火力來對抗德軍裝甲載具。

#### M8式75毫米榴彈炮載具
M8式75毫米榴彈炮載具是一種用於近距離火力支援的自行榴彈砲載具。該型載具在西線戰場、意大利戰線以及太平洋地區都有使用。砲塔搭載一挺75毫米榴彈砲，車體的選擇使用M5斯圖爾特。 在武裝上還有一挺M2勃朗機槍。它在道路上最高行駛速率為36英里/小時，裝甲厚度約為9.5～44毫米，配備有四名乘組員。它對掩體和其他固定的敵人火力點的反制非常有效。它後來在第一次印度支那戰爭和阿爾及利亞戰爭中被使用。一些自行火砲和自行式迫擊砲車被用於直接火力打擊作用，但是搭載上105毫米榴彈砲的M8自走炮是當時唯一專用於該用途的車輛。

## 朝鮮戰爭和冷戰

### 朝鮮戰爭

#### 輕型坦克

##### M24 霞飛
M24 霞飛 是用來替換陳舊且過時的M5 斯圖亞特，並用作為補充戰力的角色。車組員喜歡M24的越野性能和可靠性，但最欣賞的莫過於75毫米主砲，這是對37毫米主砲的巨大改進。M24的輕型裝甲使其容易受到敵方坦克、反坦克炮和手持式反坦克武器的攻擊。
在朝鮮戰爭中，M24是第一批與朝鮮T-34-85對抗的美國坦克。但是當時由於第二次世界大戰的結束，美國將部分兵力復員以及在日本的佔領軍的經驗不足、裝備不足，導致M24相較於這些有著更好的裝甲、更優良的人員的中型坦克無法比較，導致在戰爭初期失去了大部分數量，並僅對敵方T-34-85造成了輕微損壞。

##### M41華克猛犬
1947年美國開始研發T37型坦克用以取代M24。該型坦克設計為用以方便空中運輸，並由當時先進的76mm坦克炮提供更大火力。1949年添加了新的測距儀，並將該坦克的名稱改為M41。 1951年，凱迪拉克的克利夫蘭坦克廠（Cadillac's Cleveland Tank Plant）開始生產，到1953年，新的坦克完全取代了美國陸軍的M24。後來被稱為M41華克猛犬。 M41敏捷且裝備精良。另一方面，它機械聲音巨大，十分耗油且重，足以造成航空運輸的問題。
在朝鮮戰爭期間，華克猛犬與美國陸軍的戰鬥有限，但在大多數情況下，區域衝突充當了檢驗坦克缺陷的試驗場，尤其是其測距儀。當時，它被指定為T -41，甚至在第一次試運行之前就被趕到了戰場上。用以抵抗北韓那優於M24的蘇聯T-34坦克。它還在1961年時也有交付給日本使用，最終有150輛被交付給日本地面自衛隊，以補充其61型中型坦克。並在豬玀灣事件（Bay of Pigs Invasion）中古巴流亡者2506旅也使用了它，M41華克猛犬坦克與古巴的T-34-85坦克相抵抗，並摧毀了5輛T-34-85坦克，其他都照成嚴重損毀。

## 圖片暫存

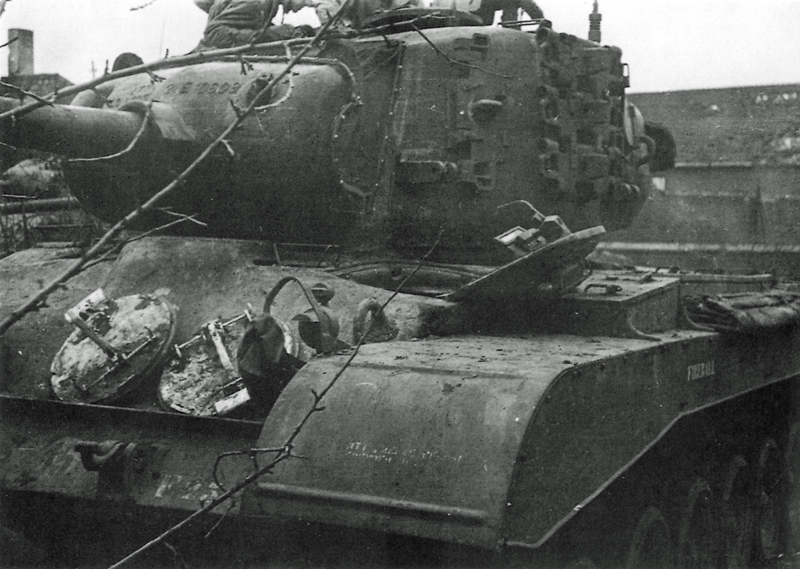
M26潘興坦克

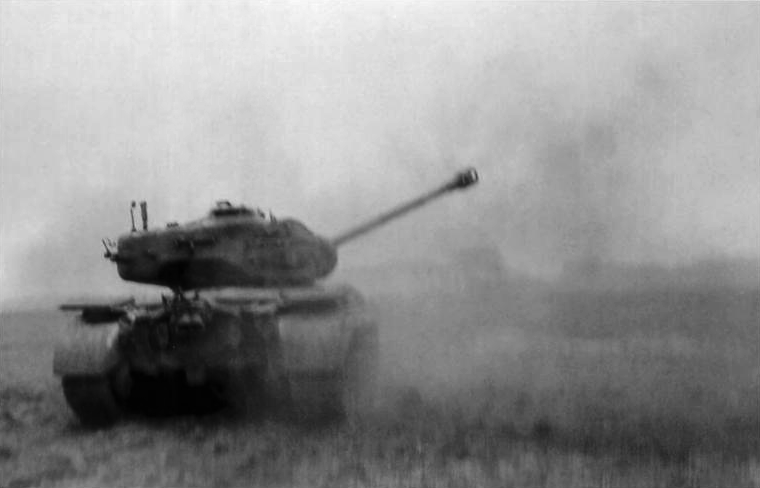
一輛M26正在作戰

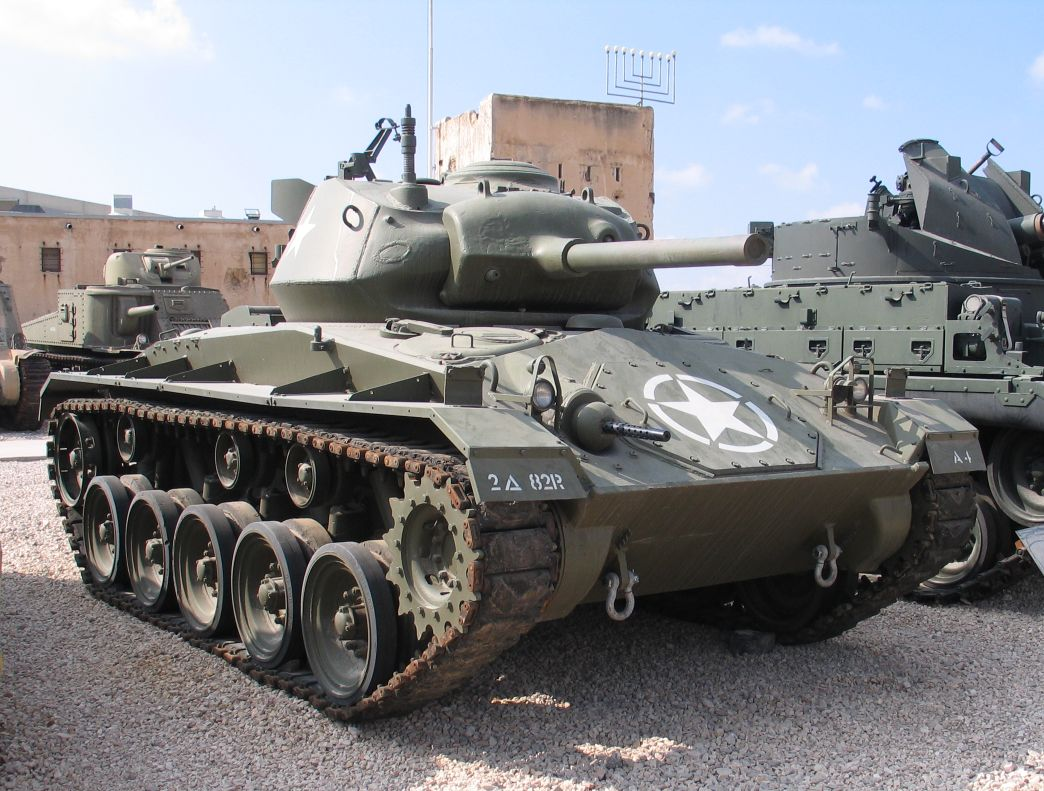
位於以色列裝甲部隊紀念館的M24霞飛

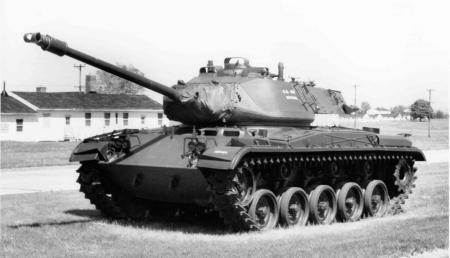
M41華克猛犬

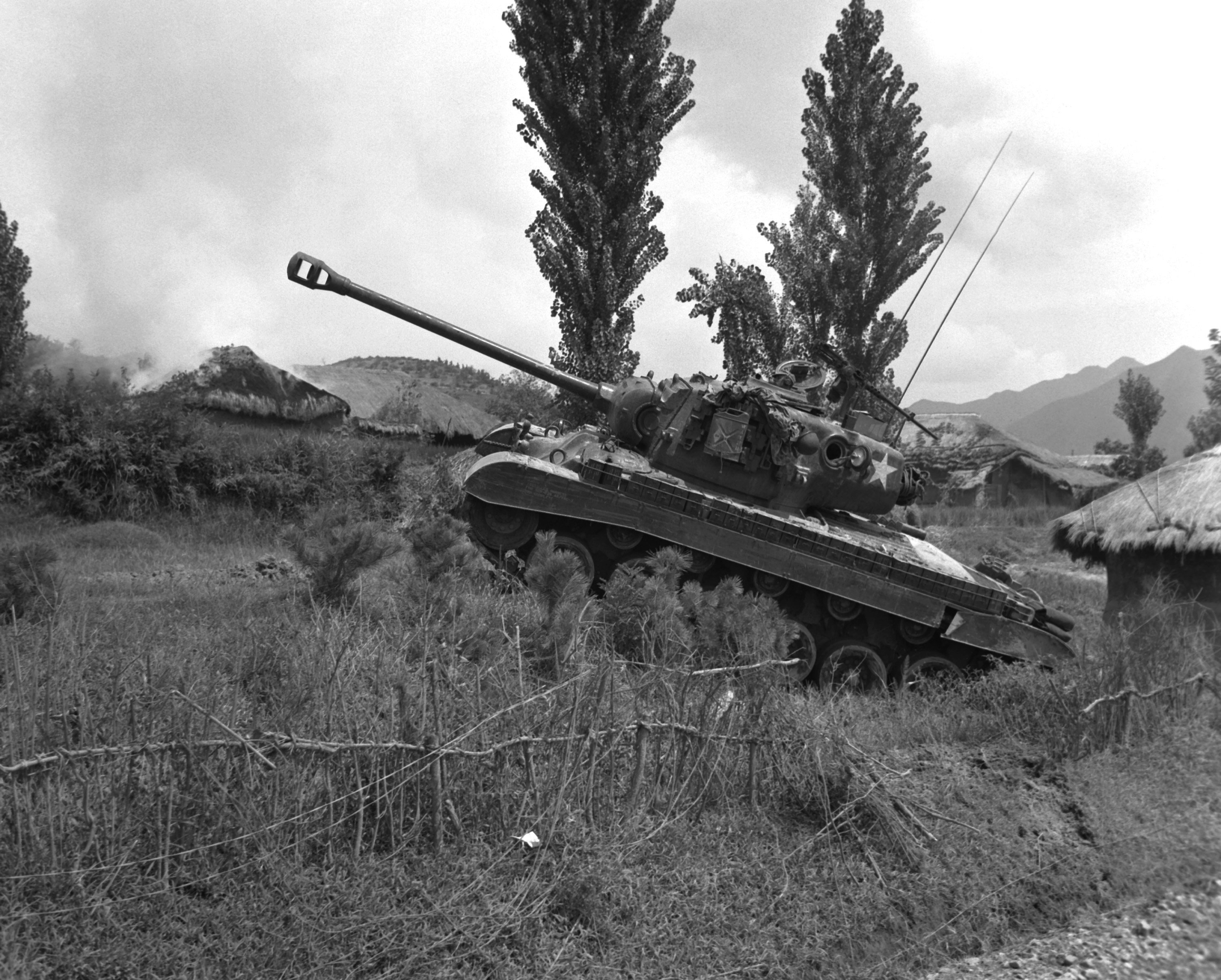
M26 潘興

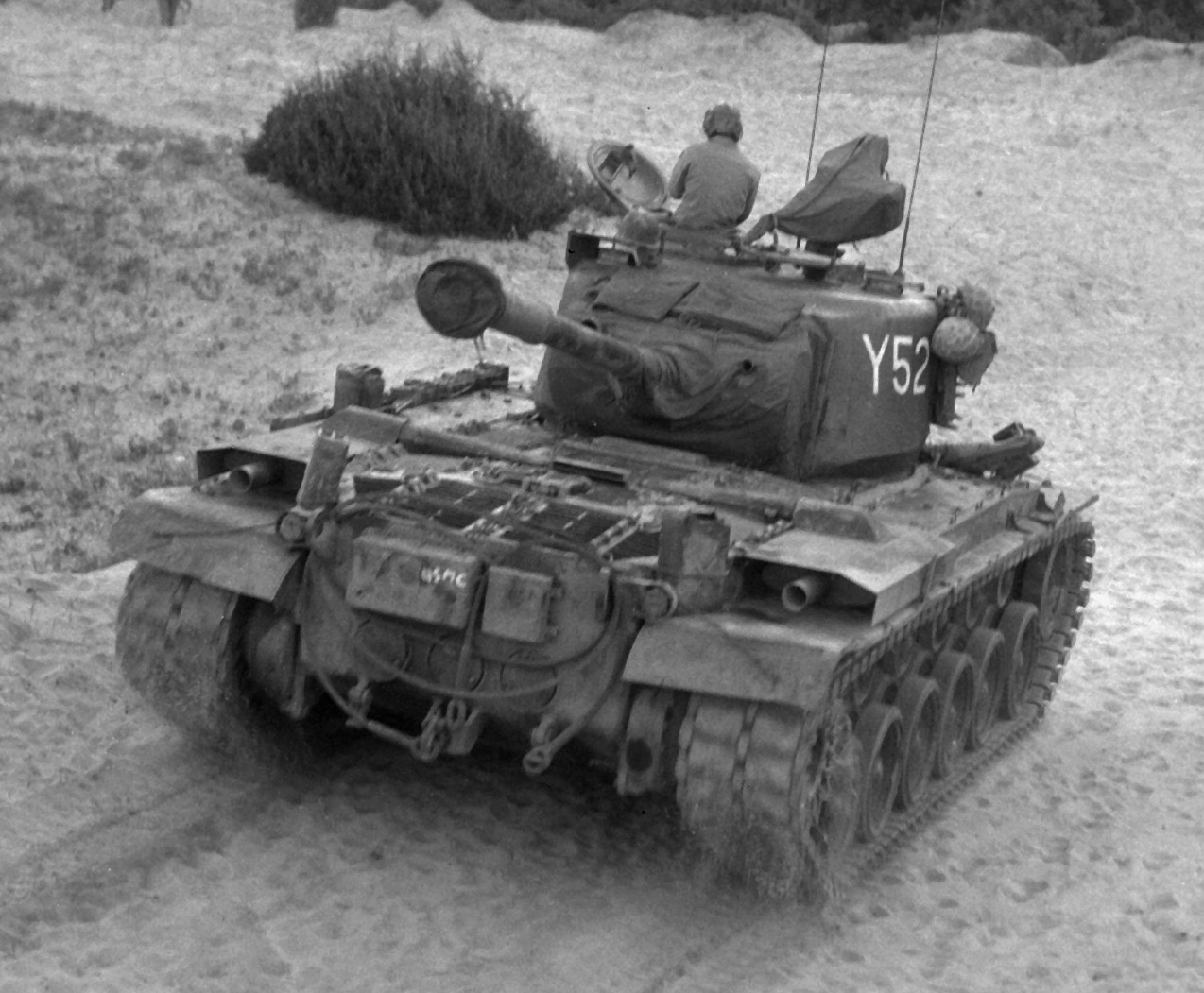
美國海軍陸戰隊的M46巴頓戰車，攝於1952年7月8日，砲塔朝後。 請注意不同的後板和安裝在擋泥板上的雙排氣管。

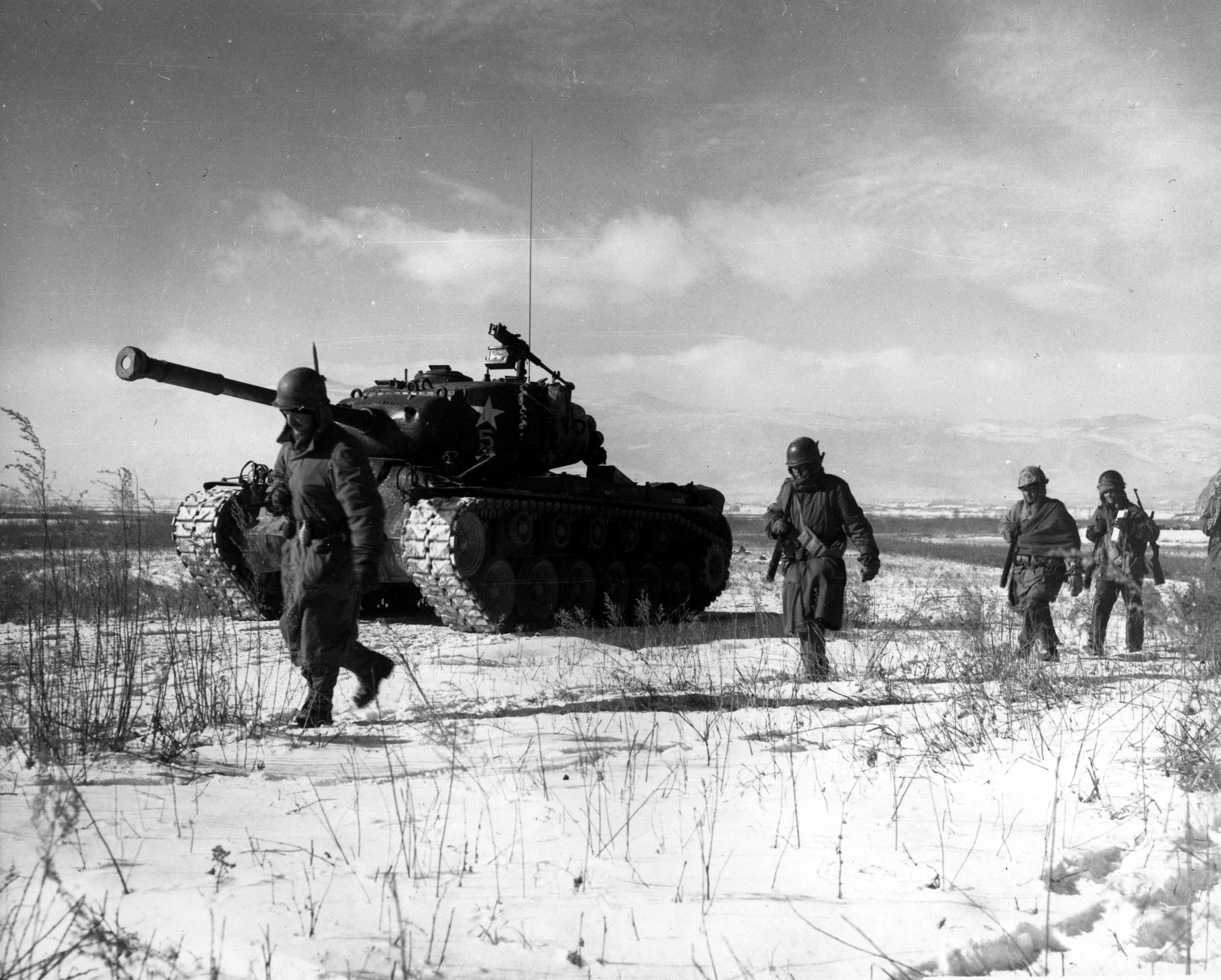
M46巴頓

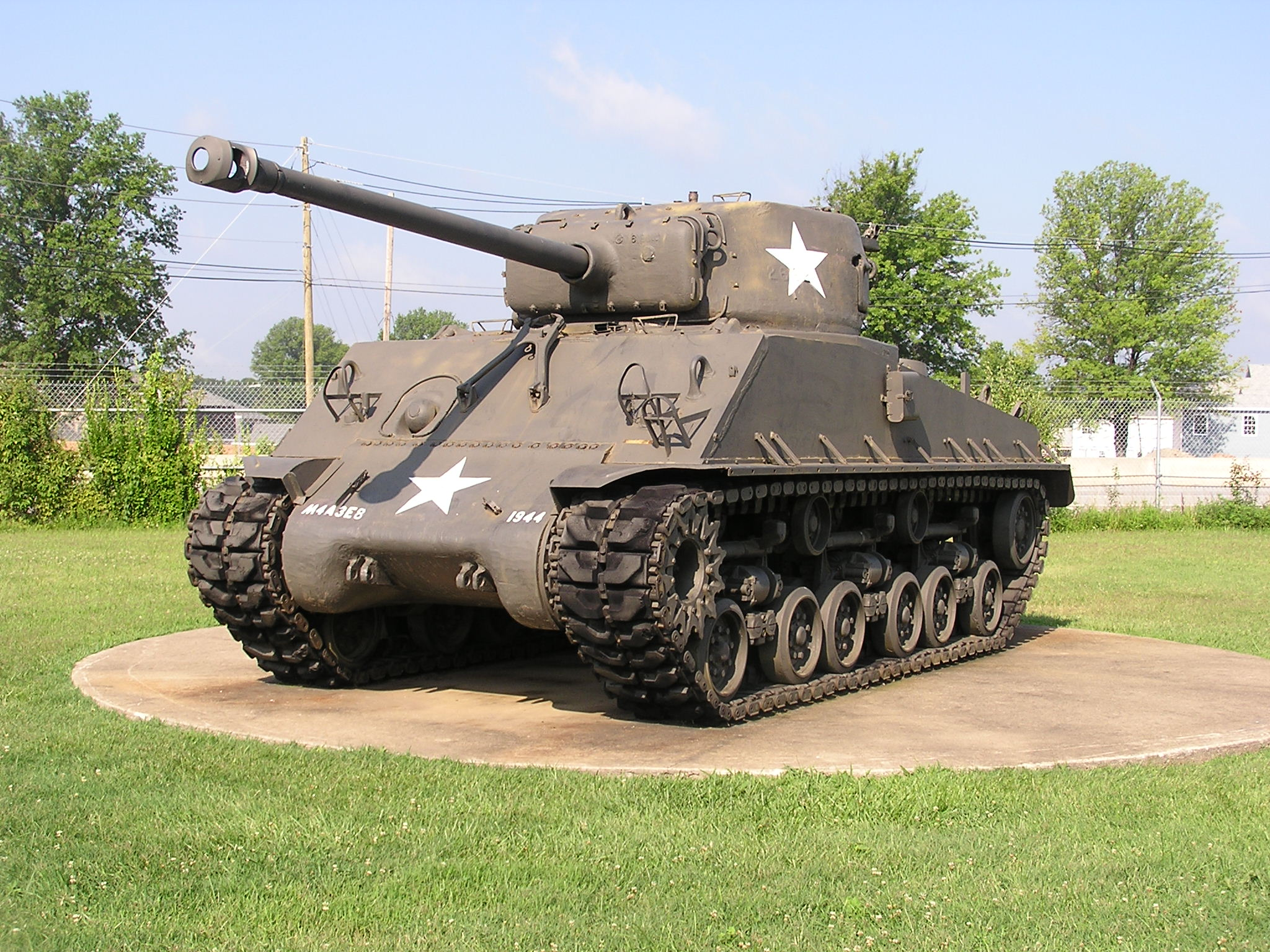
M4A3E8 雪曼戰車

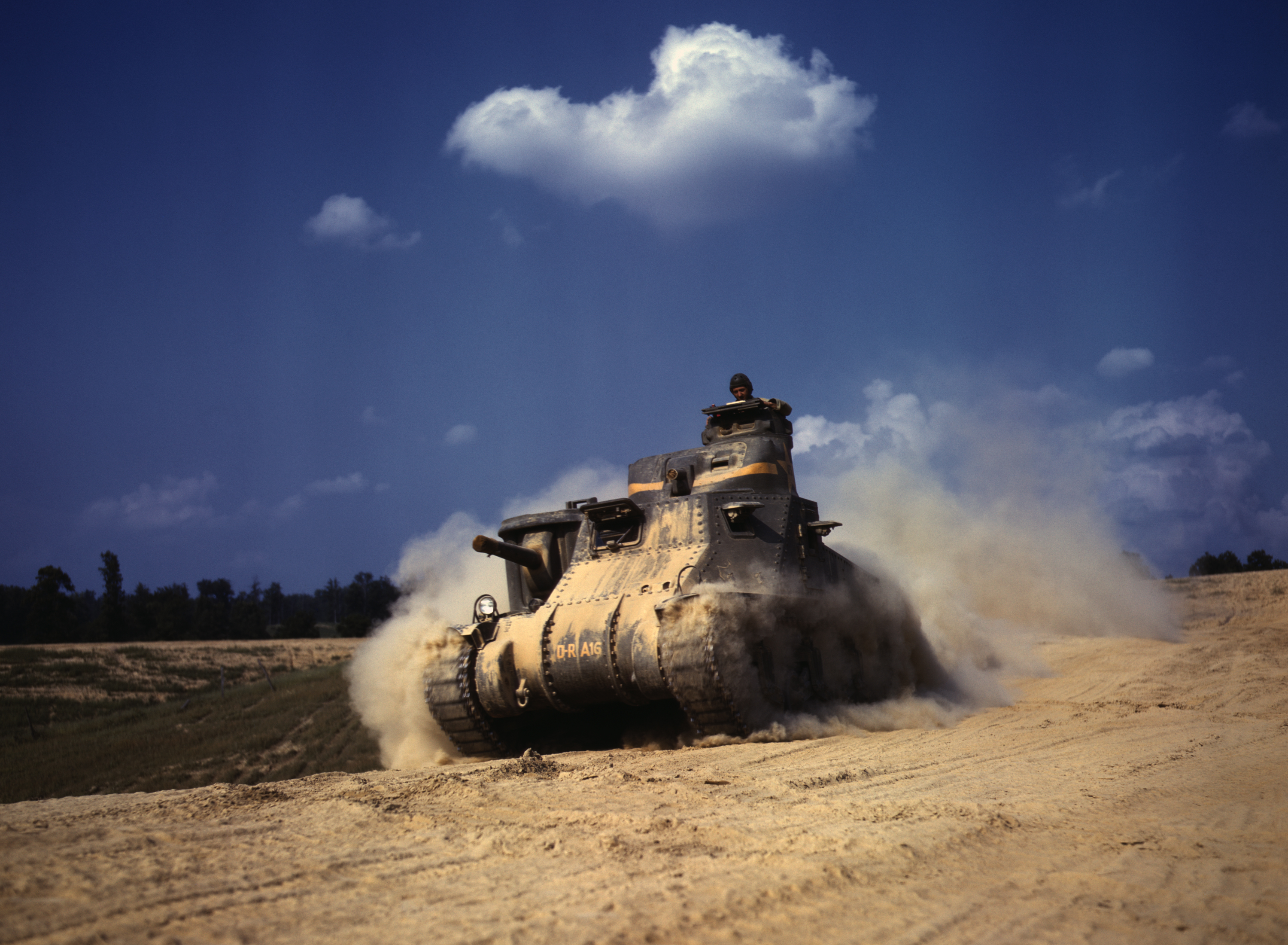
諾克斯堡的M3中战车，摄于1942年6月